# NN-22
La carretera NN-22 es una vía departamental secundaria de Nicaragua ubicada en el norte del país, dentro del departamento de Nueva Segovia. La vía conecta el municipio de El Jícaro con la localidad de Murra, atravesando una zona montañosa de difícil acceso y relevancia para la comunicación rural.

## Trazado y cruces
La ruta parte desde el empalme con la NIC-17 en El Jícaro y asciende hacia el este hasta llegar a Murra, en el corazón del departamento homónimo. Esta vía no forma parte de la red nacional primaria, pero cumple una función clave en la conectividad rural.
| km    | Localidad  | Departamento  | Conexión/Ruta        |
| ----- | ---------- | ------------- | -------------------- |
| 0,00  | El Jícaro  | Nueva Segovia | NIC 17               |
| 6,20  | El Naranjo | Nueva Segovia | Camino local         |
| 12,35 | Murra      | Nueva Segovia | Sin conexión directa |